# Hausen, Miltenberg
Hausen är en kommun och ort i Landkreis Miltenberg i Regierungsbezirk Unterfranken i förbundslandet Bayern i Tyskland.
Kommunen ingår i kommunalförbundet Kleinwallstadt tillsammans med köpingen Kleinwallstadt.